# 鳥人 (2014年電影)
是一部2014年美國黑色喜劇電影，由阿利安卓·崗札雷·伊納利圖執導、監製和共同編劇。電影由米高·基頓、艾瑪·史東、愛德華·諾頓、安德莉亞·瑞絲柏、查克·葛里芬納奇、娜歐蜜·華茲、艾米·瑞恩主演。故事敘述曾因超級英雄「鳥人」而大紅大紫的過氣演員，現今將要站上百老匯的舞台上表演，開幕夜前他再次挑戰自我，並試圖挽回家人對他的信心和事業。在電影中他所演出的戲劇是改編自瑞蒙·卡佛的小說《當我們談論愛情時我們在談論什麼》。儘管片名與《Birdman and the Galaxy Trio》中的英雄角色同名，但本電影和其並無任何關聯。本片在美國於2014年10月17日上映，而台灣則於2015年1月16日上映。
《鳥人》好評如潮，被許多協會譽為2014年最好的電影之一，在第87屆奧斯卡金像獎奪得最佳影片、最佳導演、最佳原創劇本以及最佳攝影，成為本屆大贏家。

## 劇情
雷根·湯普森在幾十年前曾是一名好萊塢的超級影星，以主演超級英雄電影《鳥人》而聞名。雷根常被心中的「鳥人」騷擾，並想像自己擁有念力和漂浮的能力。現今，他的聲勢不如以往，為了挽回自己失敗的職業生涯而開始編劇、策畫和執導改編自瑞蒙·卡佛的小說《當我們談論愛情時我們在談論什麼》舞台劇。該劇由雷根的好友和律師傑克、女友勞拉、演員萊斯莉共同合作，一直積極地為了首演而排練。
在排練期間，雷根不喜歡演員拉爾夫的演技，用一盞聚光燈掉落砸傷了拉爾夫，傑克幫雷根找來了有著方法演技的演員麥可取代拉爾夫。在排練時，雷根親自上陣出演最後一幕的角色「開槍自殺的人」，嚴格要求真實性的麥可私下建議雷根需要找到一個更真實點的道具槍才夠逼真。
雷根除了事業外還對於自己的家庭也無法照顧周全，對於剛從勒戒所出來的女兒珊姆偷藏了大麻感到憤怒，但珊姆毫不保留地批評雷根的痛處，令他為自己過時的事實無法反駁。後來，當他看見珊姆和麥可在後台調情，卻沒有上前阻止，反倒去後院抽菸；但卻因此將自己反鎖於門外，雷根不得已地僅穿著一條內褲走在時代廣場找回劇場內把戲演完，雖然因此成了網路上瘋傳的人物但他卻高興不起來。
他在酒吧時遇見了先前也曾遇見的戲劇評論家塔比莎·迪金森，雷根瞧不起她以評論來左右戲劇和演員的生死，此舉激怒了對方，迪金森表示她恨「好萊塢明星裝作是演員」，並且絕對會以負面的評論來「殺死」雷根的戲。第二天，「鳥人」的聲音再次出現在雷根的耳裡甚至是眼前，他想像自己在紐約市飛行。
在開幕式當晚，雷根出演最後一幕時當觀眾的面在舞台上使用了真槍打掉了自己的鼻子而倒地；台下不知情的觀眾起身鼓掌，唯有迪金森起身離開。在醫院裡，傑克告訴雷根說迪金森在報紙上給予這齣戲極高的評價。珊姆探望雷根後離開房間，雷根去廁所拆繃帶，並看到了幻想的「鳥人」再次出現；雷根出了廁所，看著窗外的鳥說了句「去你媽的鳥人」，接著，他爬上了窗台後便消失。當珊姆回來後，她找不到雷根。她低頭看著大街又抬頭望著天空，並露出了欣慰的微笑。

## 演員
- 米高·基頓 飾 雷根·湯普森 / 鳥人（Riggan Thomson / Birdman）：舞台劇導演、編劇和主演。
- 愛德華·諾頓 飾 麥可·夏納（Mike Shiner）：一位高人氣的百老匯演員。
- 艾瑪·史東 飾 珊曼莎·「珊姆」·湯普森（Samantha "Sam" Thomson）：雷根的女兒和助手。
- 娜歐蜜·華茲 飾 萊斯莉（Lesley）：舞台劇女演員，麥可的女友。
- 查克·葛里芬納奇 飾 傑克（Jake）：雷根的朋友和律師。
- 安德莉亞·瑞絲柏 飾 勞拉（Laura）：舞台劇女演員，雷根的女友。
- 艾米·瑞恩 飾 希爾維亞·湯普森（Sylvia Thomson）：雷根的前妻，珊姆的母親。
- 琳賽·鄧肯 飾 塔比莎·迪金森（Tabitha Dickinson）：《時代雜誌》頂級戲劇影評人。
- 梅里特·韦弗 飾 安妮（Annie）：舞台劇劇務。
- 傑瑞米·沙莫斯 飾 拉爾夫（Ralph）：被雷根替換成麥可的演員。

## 拍攝
主要攝影於2013年3月在紐約市开始進行，在4月和5月間僅花了30天完成主要拍攝。
本片的攝影師為艾曼紐爾·盧貝茲基，電影絕大多數使用了長鏡頭的手法，影片中最长的镜头为15分钟，其他大多数都在10分钟左右。整部影片只有16处可以观察得到的剪辑点。

## 發行
2014年7月10日，官方宣布《鳥人》已被選定為第71屆威尼斯影展的開幕片，並會參與金獅獎的競選。該片定於2014年10月17日在美國上映。本片亦會在2014年金馬國際影展播映。

### 评价
影片在威尼斯首映后获得媒体的广泛好评，被视为2015年奥斯卡奖的种子选手，导演、剧本、表演、摄影、剪辑等奖项上都有比较高的竞争力。於爛番茄基於282條評論，新鮮度91％，平均得分8.5／10。在Metacritic根據46條評論，得分88（滿分100），IMDB得分7.8，代表「普遍好評」。被《时代杂志》评为年度十大佳片第十名。
2023年8月，本片在爛番茄整理「2010年代最佳50部喜劇」的排行榜，位居第14名。

### 票房
截至2015年1月11日，《鳥人》在全球已獲得了3422.9000萬美元的票房。
台灣首週上映獲得了414萬的票房位居第四。

## 榮譽
| 榮譽                   | 榮譽                   | 榮譽                                                                               | 榮譽 | 榮譽 |
| 獎項                   | 類別                   | 得獎人                                                                             | 結果 |      |
| ---------------------- | ---------------------- | ---------------------------------------------------------------------------------- | ---- | ---- |
| 第87届奧斯卡金像奖     | 最佳影片               | 阿利安卓·崗札雷·伊納利圖, John Lesher, Arnon Milchan和James W. Skotchdopole        | 獲獎 |      |
| 第87届奧斯卡金像奖     | 最佳导演               | 阿利安卓·崗札雷·伊納利圖                                                           | 獲獎 |      |
| 第87届奧斯卡金像奖     | 最佳原创剧本           | 阿利安卓·崗札雷·伊納利圖, Nicolás Giacobone,Alexander Dinelaris,Armando Bo         | 獲獎 |      |
| 第87届奧斯卡金像奖     | 最佳男主角             | 米高·基頓                                                                          | 提名 |      |
| 第87届奧斯卡金像奖     | 最佳男配角             | 愛德華·諾頓                                                                        | 提名 |      |
| 第87届奧斯卡金像奖     | 最佳女配角             | 艾瑪·史東                                                                          | 提名 |      |
| 第87届奧斯卡金像奖     | 最佳摄影               | 艾曼紐爾·盧貝茲基                                                                  | 獲獎 |      |
| 第87届奧斯卡金像奖     | 最佳音效剪辑           | Martin Hernández and Aaron Glascock                                                | 提名 |      |
| 第87届奧斯卡金像奖     | 最佳混音               | Jon Taylor, Frank A. Montaño and David Lee                                         | 提名 |      |
| 第72届金球奖           | 最佳音乐喜剧类电影     | 阿利安卓·崗札雷·伊納利圖, John Lesher, Arnon Milchan和James W. Skotchdopole        | 提名 |      |
| 第72届金球奖           | 最佳导演               | 阿利安卓·崗札雷·伊納利圖                                                           | 提名 |      |
| 第72届金球奖           | 最佳音乐喜剧类男主角   | 米高·基頓                                                                          | 獲獎 |      |
| 第72届金球奖           | 最佳男配角             | 愛德華·諾頓                                                                        | 提名 |      |
| 第72届金球奖           | 最佳女配角             | 艾瑪·史東                                                                          | 提名 |      |
| 第72届金球奖           | 最佳编剧               | 阿利安卓·崗札雷·伊納利圖                                                           | 獲獎 |      |
| 第72届金球奖           | 最佳原创配乐           | 安東尼奧·桑切斯                                                                    | 提名 |      |
| 2014美國電影學會獎     | 年度十大佳片           | 《鳥人》                                                                           | 獲獎 |      |
| 哥譚獨立電影獎         | 最佳電影               | 《鳥人》                                                                           | 獲獎 |      |
| 哥譚獨立電影獎         | 最佳導演               | 阿利安卓·崗札雷·伊納利圖                                                           | 提名 |      |
| 哥譚獨立電影獎         | 最佳男主角             | 米高·基頓                                                                          | 獲獎 |      |
| 哥譚獨立電影獎         | 最佳男配角             | 愛德華·諾頓                                                                        | 提名 |      |
| 哥譚獨立電影獎         | 最佳女配角             | 艾瑪·史東                                                                          | 提名 |      |
| 哥譚獨立電影獎         | 最佳攝影               | 艾曼紐爾·盧貝茲基                                                                  | 提名 |      |
| 第50屆芝加哥影展       | 創會人獎               | 米高·基頓                                                                          | 獲獎 |      |
| 第71屆威尼斯影展       | 金獅獎                 | 阿利安卓·崗札雷·伊納利圖                                                           | 提名 |      |
| 第71屆威尼斯影展       | 小金獅獎               | 阿利安卓·崗札雷·伊納利圖                                                           | 獲獎 |      |
| 第71屆威尼斯影展       | P.納薩雷諾·塔代伊獎    | 阿利安卓·崗札雷·伊納利圖                                                           | 獲獎 |      |
| 第71屆威尼斯影展       | 未來影展數位獎         | 阿利安卓·崗札雷·伊納利圖                                                           | 獲獎 |      |
| 第71屆威尼斯影展       | 原聲之星最佳配樂獎     | 安東尼奧·桑切斯                                                                    | 獲獎 |      |
| 第30屆獨立精神獎       | 最佳電影               | 《鳥人》                                                                           | 獲獎 |      |
| 第30屆獨立精神獎       | 最佳導演               | 阿利安卓·崗札雷·伊納利圖                                                           | 提名 |      |
| 第30屆獨立精神獎       | 最佳男主角             | 米高·基頓                                                                          | 獲獎 |      |
| 第30屆獨立精神獎       | 最佳男配角             | 愛德華·諾頓                                                                        | 提名 |      |
| 第30屆獨立精神獎       | 最佳女配角             | 艾瑪·史東                                                                          | 提名 |      |
| 第30屆獨立精神獎       | 最佳攝影               | 艾曼紐爾·盧貝茲基                                                                  | 獲獎 |      |
| 第19屆衛星獎           | 最佳電影               | 《鳥人》                                                                           | 獲獎 |      |
| 第19屆衛星獎           | 最佳導演-電影          | 阿利安卓·崗札雷·伊納利圖                                                           | 提名 |      |
| 第19屆衛星獎           | 最佳男演員-電影        | 米高·基頓                                                                          | 獲獎 |      |
| 第19屆衛星獎           | 最佳男配角-電影        | 愛德華·諾頓                                                                        | 提名 |      |
| 第19屆衛星獎           | 最佳女配角-電影        | 艾瑪·史東                                                                          | 提名 |      |
| 第19屆衛星獎           | 最佳美術指導和製作設計 | 小喬治·迪蒂塔、凱文·湯普森、史蒂芬·H·卡特                                          | 提名 |      |
| 第19屆衛星獎           | 最佳攝影               | 艾曼紐爾·盧貝茲基                                                                  | 提名 |      |
| 第19屆衛星獎           | 最佳剪輯               | 道格拉斯·卡魯茲、史蒂芬·米瑞奧尼                                                   | 提名 |      |
| 第19屆衛星獎           | 最佳原創配樂           | 安東尼奧·桑切斯                                                                    | 提名 |      |
| 第19屆衛星獎           | 最佳原創劇本           | 阿利安卓·崗札雷·伊納利圖、 Nicolás Giacobone、Alexander Dinelaris, Jr.、Armando Bo | 提名 |      |
| 第86屆國家評論協會獎   | 十大佳片               | 《鳥人》                                                                           | 獲獎 |      |
| 第86屆國家評論協會獎   | 最佳男演員             | 米高·基頓                                                                          | 獲獎 |      |
| 第86屆國家評論協會獎   | 最佳男配角             | 愛德華·諾頓                                                                        | 獲獎 |      |
| 華盛頓特區影評人協會獎 | 最佳電影               | 《鳥人》                                                                           | 提名 |      |
| 華盛頓特區影評人協會獎 | 最佳導演               | 阿利安卓·崗札雷·伊納利圖                                                           | 提名 |      |
| 華盛頓特區影評人協會獎 | 最佳男演員             | 米高·基頓                                                                          | 獲獎 |      |
| 華盛頓特區影評人協會獎 | 最佳男配角             | 愛德華·諾頓                                                                        | 提名 |      |
| 華盛頓特區影評人協會獎 | 最佳女配角             | 艾瑪·史東                                                                          | 提名 |      |
| 華盛頓特區影評人協會獎 | 最佳原創劇本           | 阿利安卓·崗札雷·伊納利圖、 Nicolás Giacobone、Alexander Dinelaris, Jr.、Armando Bo | 獲獎 |      |
| 華盛頓特區影評人協會獎 | 最佳群戲               | 全體演員                                                                           | 獲獎 |      |
| 華盛頓特區影評人協會獎 | 最佳藝術指導           | 製作設計師：凱文·湯普森; 佈景師：小喬治·迪蒂塔                                     | 提名 |      |
| 華盛頓特區影評人協會獎 | 最佳攝影               | 艾曼紐爾·盧貝茲基                                                                  | 獲獎 |      |
| 華盛頓特區影評人協會獎 | 最佳剪輯               | 道格拉斯·卡魯茲、史蒂芬·米瑞奧尼                                                   | 獲獎 |      |
| 華盛頓特區影評人協會獎 | 最佳原創配樂           | 安東尼奧·桑切斯                                                                    | 提名 |      |

### 原创配乐资格取消
2014年12月12日，美国电影艺术与科学学会公布了奥斯卡最佳原创音乐奖的初选名单，《鸟人》缺席。桑切斯在前一天收到评委会的注释，他们援引本届规则的第15条，觉得“事实上，电影还包含一个半小时的非配乐暗示（多为古典乐），在电影的众多关键时刻中出现得非常突出，因此评委会难以接受您的申请。”桑切斯决定和冈萨雷斯·伊纳里多及福克斯音乐副总裁发起上诉，致信学院音乐分部执行委员会主席查尔斯·福克斯，要求委员会重新考虑他们的决定。其中，他们澄清了桑切斯认为他是“脚踏实地”的，认为评委会错误计算古典音乐和原创音乐的比率。福克斯12月19日的回应却表示，音乐委员会举行了特别会议，成员们“非常尊重”配乐，认为它很“精湛”，认为古典音乐“也可以用作配乐”，“同样有利于电影的成效”，打击乐和古典乐共同创造了音乐在电影中的身份。最终，他们还是没有推翻自己的决定。桑切斯表示，他和冈萨雷斯·伊纳里多不满解释，并表示“甚至参与其中也不满意，没能在名单上，就是这么的令人失望。

## 外部連結
- 互联网电影数据库（IMDb）上《Birdman》的资料（英文）
- Birdman （页面存档备份，存于） at the MovieWeb
- AllMovie上《Birdman》的资料（英文）
- 豆瓣电影上《Birdman》的資料 （简体中文）
- Box Office Mojo上《Birdman》的資料（英文）
- 爛番茄上《Birdman》的資料（英文）
- Metacritic上《Birdman》的資料（英文）
- 《鸟人》妙在何处？讲述长镜头背后的故事 （页面存档备份，存于）